# Джессі Браун
Джессі Браун (англ. Jesse Brown; нар. 27 березня 1944 — пом. 15 серпня 2002) — ветеран Корпусу морської піхоти США, який працював міністром у справах ветеранів під керівництвом президента Білла Клінтона з 1993 по 1997 рік.

## Біографія
Він закінчив Міський коледж Чикаго, навчався також в Університеті Рузвельта та Католицькому університеті.
У 1963 році Браун приєднався до морської піхоти. Перебуваючи у В'єтнамі в 1965 році, він зазнав важких бойових поранень під час патрулювання в місті Дананг.
Був виконавчим директором організації «Американські ветерани-інваліди» (1988—1993).
Заснував консалтингову фірму Brown and Associates.